# Kermit Roosevelt

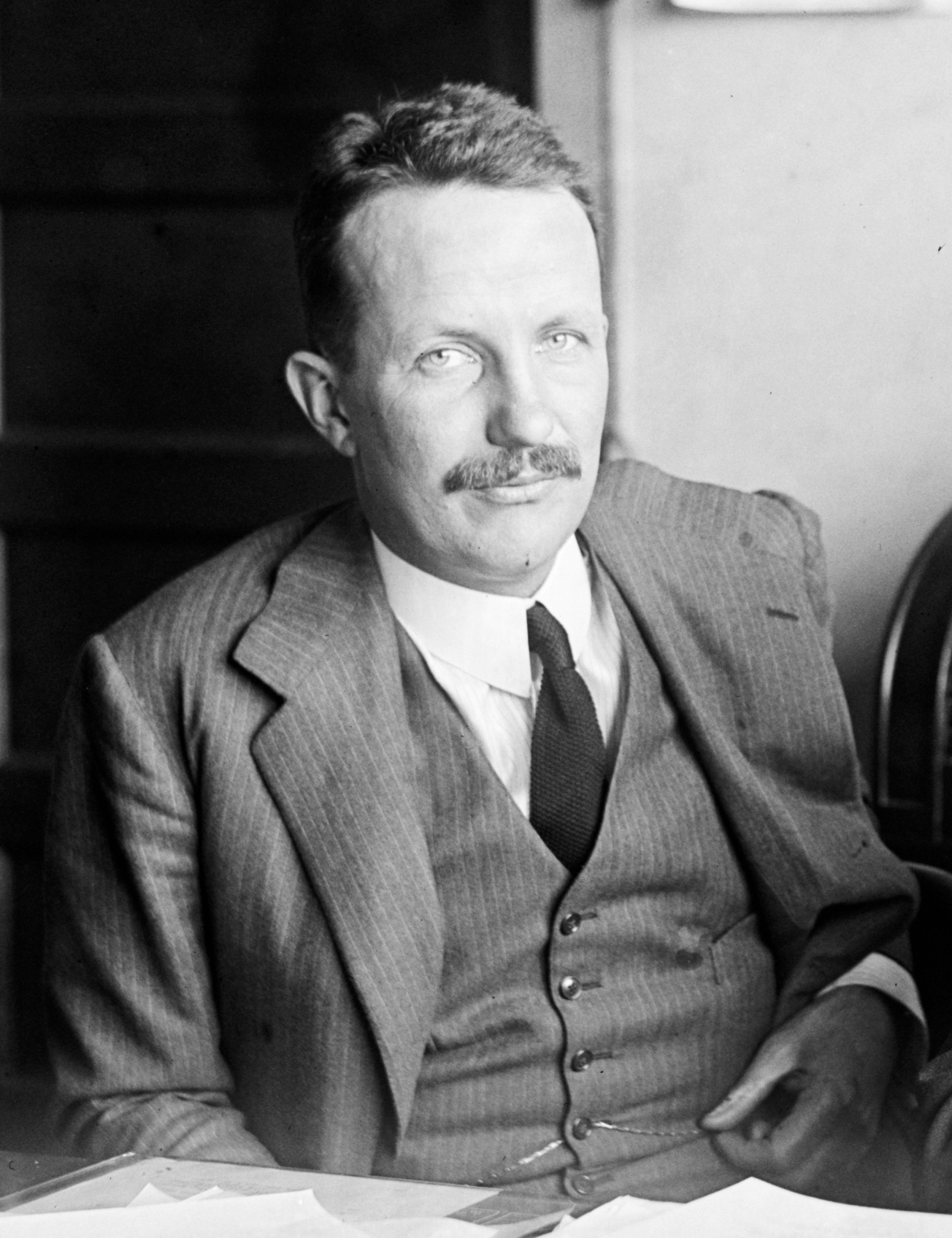
Kermit Roosevelt (1926)

Kermit Roosevelt senior (* 10. Oktober 1889 in Oyster Bay, New York; † 4. Juni 1943 in Fort Richardson, Alaska) war ein US-amerikanischer Schriftsteller, Geschäftsmann und Offizier.
Kermit Roosevelt war der zweite Sohn des US-Präsidenten Theodore Roosevelt und seiner Frau Edith, geb. Kermit Carow, sowie ein Cousin von Eleanor Roosevelt und ein entfernter Cousin ihres Ehemannes, des US-Präsidenten Franklin D. Roosevelt. Kermit Roosevelt war ab 1914 mit Belle Wyatt Willard, der Tochter des Politikers und Diplomaten Joseph Edward Willard, verheiratet und hatte vier Kinder. Sein Sohn Kermit Roosevelt junior war ein ranghoher Mitarbeiter der CIA, der am Sturz des iranischen Premierministers Mohammad Mossadegh beteiligt war. Mit Denys Finch Hatton verband ihn eine langjährige Freundschaft.
Roosevelt besuchte Schulen in Oyster Bay und Washington, D.C. und ging anschließend auf die Groton School, ein Internat in Groton, Massachusetts. Im Jahr 1909 begleitete er seinen Vater ein Jahr lang auf der Smithsonian-Roosevelt African Expedition, anschließend machte er in weniger als drei Jahren seinen Abschluss in Harvard. 1913–1914 beteiligte sich Roosevelt gemeinsam mit seinem Vater an der Roosevelt-Rondon Scientific Expedition des brasilianischen Marschalls Cândido Rondon im Amazonasbecken. Ab dem Juni 1914 arbeitete er bis 1916 als stellvertretender Filialleiter für die First City Bank in Buenos Aires. Daraufhin kämpfte er im Ersten Weltkrieg für die British Army im Irak und wurde dafür mit dem Military Cross ausgezeichnet. In seinem 1919 verfassten Buch War in the Garden of Eden beschrieb Roosevelt seine Erlebnisse aus dem Ersten Weltkrieg. Er veröffentlichte vier weitere Bücher, zwei davon in Zusammenarbeit mit seinem Bruder Theodore Roosevelt junior. Des Weiteren schrieb er in den 1920er-Jahren Artikel für die Cosmopolitan und das Liberty Magazine.
Nach dem Krieg war Roosevelt darüber hinaus als Geschäftsmann tätig. Er gründete die Roosevelt Steamship Company und war Gründungsmitglied der United States Lines. Zudem reiste er weiterhin und unternahm mit seinem Bruder Theodore Roosevelt Jr. eine Expedition nach China. Die Great Depression traf Roosevelt wirtschaftlich hart, darüber hinaus litt sein Privatleben unter seinem Alkoholismus und einer Affäre. 
Von 1935 bis 1937 war er Präsident der National Audubon Society, von 1937 bis 1939 war er Vizepräsident der New York Zoological Society. Im Zweiten Weltkrieg schloss Roosevelt sich erneut der British Army an und war für sie in Finnland, Norwegen und Ägypten tätig, bevor er 1941 aus medizinischen Gründen entlassen wurde. Zurück in den Vereinigten Staaten, setzte sein Bruder Archibald Roosevelt sich bei seinem Cousin, dem amtierenden Präsidenten Franklin D. Roosevelt, dafür ein, Kermit einen Posten bei der United States Army anzubieten, da Kermit weiterhin schwerer Trinker war und er so sicherstellen wollte, dass er nicht mehr trinken würde. Daraufhin erhielt er eine Stelle als Major in Fort Richardson, Alaska. Anfang 1943 wurde er wegen seines Alkoholismus aus dem Dienst entlassen und reiste anschließend mit einer außerehelichen Partnerin durch das Land. Im Mai 1943 wurde Roosevelt auf Veranlassung seiner Frau nach Fort Richardson zurückbeordert. Dort beging er am 4. Juni 1943 Suizid.
Roosevelt ist Namensgeber der Orte Kermit, Texas und Kermit, West Virginia sowie der Kermit Avenue in Akron.